# Szerémy Bródy Margit
Szerémy Bródy Margit (Kolozsvár, 1914. július 18. – Szatmárnémeti, 2002. március 9.) szemész szakorvos, az orvostudományos doktora, egyetemi oktató, orvosi szakíró.

## Életútja
Középiskolai tanulmányait a kolozsvári Marianum Leánygimnáziumban, majd a máramarosszigeti Domniţa Ileana Gimnáziumban végezte, ahol 1932-ben érettségizett. 1938-ban a kolozsvári I. Ferdinand Egyetemen szerzett orvosi oklevelet. Ugyanitt a Szemészeti Klinikán 1940-ig díjtalan gyakornok; 1940–44 között az I. Ferenc József Tudományegyetemen ugyancsak a Szemészeti Klinikán gyakornok, 1944-től tanársegéd. 1945-ben kinevezték adjunktusnak a Marosvásárhelyre költözött Orvosi Kar Szemészeti Klinikájára, ahol 1948–59 között előadótanár; 1959–78 között a szatmárnémeti kórház szemészeti osztályának vezető főorvosa nyugdíjazásáig. 1967-ben az OGYI-n megszerezte az orvostudományok doktora fokozatot.

## Tudományos munkássága
Kutatási területei: a hályogműtét késői komplikációi, a szemtuberkulózis, a glaukóma patogenezise és műtéti kezelése, vascularis eredetű pseudoneuritis optica. Dolgozatai hazai és külföldi szaklapokban (EME Értesítő, Chirurgie, Buletin de Oftalmologie, Oftalmologia, Dermato-Venerologia, Orvosi Szemle, Orvosi Hetilap, Archiv d’Oftalmologie) jelentek meg. Az Oftalmologia folyóiratnak megalakulásától szerkesztőségi tagja volt. 1972-ben megkapta az Ordinul Meritul Sanitar kitüntetést.
Több fejezetet írt a D. Manolescu szerkesztette Oftalmologia c. kézikönyvbe (Bukarest, 1958); társszerzője a Szemészet c. egyetemi kőnyomatos jegyzetnek (Marosvásárhely, 1951; további kiadásai uo. 1954, 1957).